# Stazione di Montale-Agliana
La stazione di Montale-Agliana è una fermata ferroviaria di RFI posta sulla linea Firenze-Lucca. La fermata è frequentata da più di 700 persone al giorno.

## Storia e descrizione
La fermata è posta alla progressiva chilometrica 25,686 della linea e serve sia l'abitato di Montale che quello di Agliana, essendo posizionata al confine tra i due comuni. Venne attivata il 12 luglio 1851 contestualmente all'inaugurazione della tratta Pistoia-Prato della Ferrovia Maria Antonia. Attualmente la stazione ha assunto la qualifica di 'fermata', mentre fino ad un passato piuttosto recente era una stazione attiva con un notevole movimento merci e smistamento postale di una certa importanza.
In seguito alla razionalizzazione della linea allo scopo di conseguire economie di esercizio è stata trasformata da stazione presenziata in stazione esercita in telecomando punto-punto dalla stazione di Prato.
Oggi è una stazione piccola e frequentata da studenti e da pendolari che si spostano da e verso Pistoia, Lucca, Prato e Firenze.
Il piazzale è stato modificato a due soli binari con sottopassaggio e pensiline. Il primo binario è utilizzato per i treni in direzione Prato Centrale e Firenze mentre il secondo per Pistoia, Lucca e Viareggio. Molti movimenti e gruppi di cittadini si sono mobilitati per chiedere alla società Rfi di migliorare la stazione, che serve ogni giorno circa 1000 persone tra lavoratori, studenti ed anche turisti.

## Servizi
La stazione dispone di:
- Parcheggio di scambio
- Biglietteria self service
- Sottopassaggio

## Galleria d'immagini

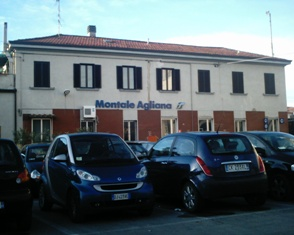
La facciata della stazione
Locomotore diesel FS 213.4001 allo scalo merci della stazione nel dicembre 1990
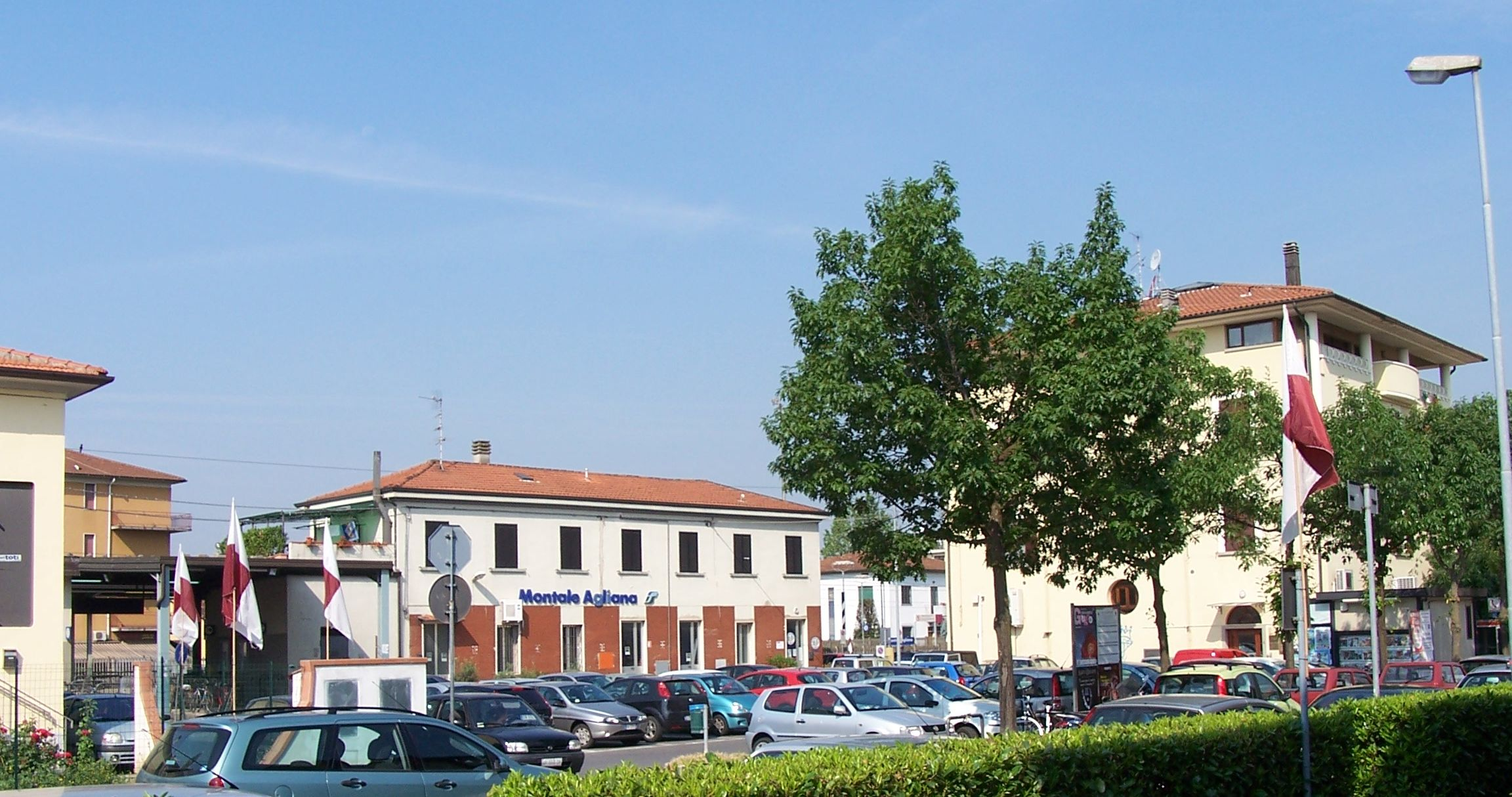
Edificio della stazione visto da Piazza Marconi
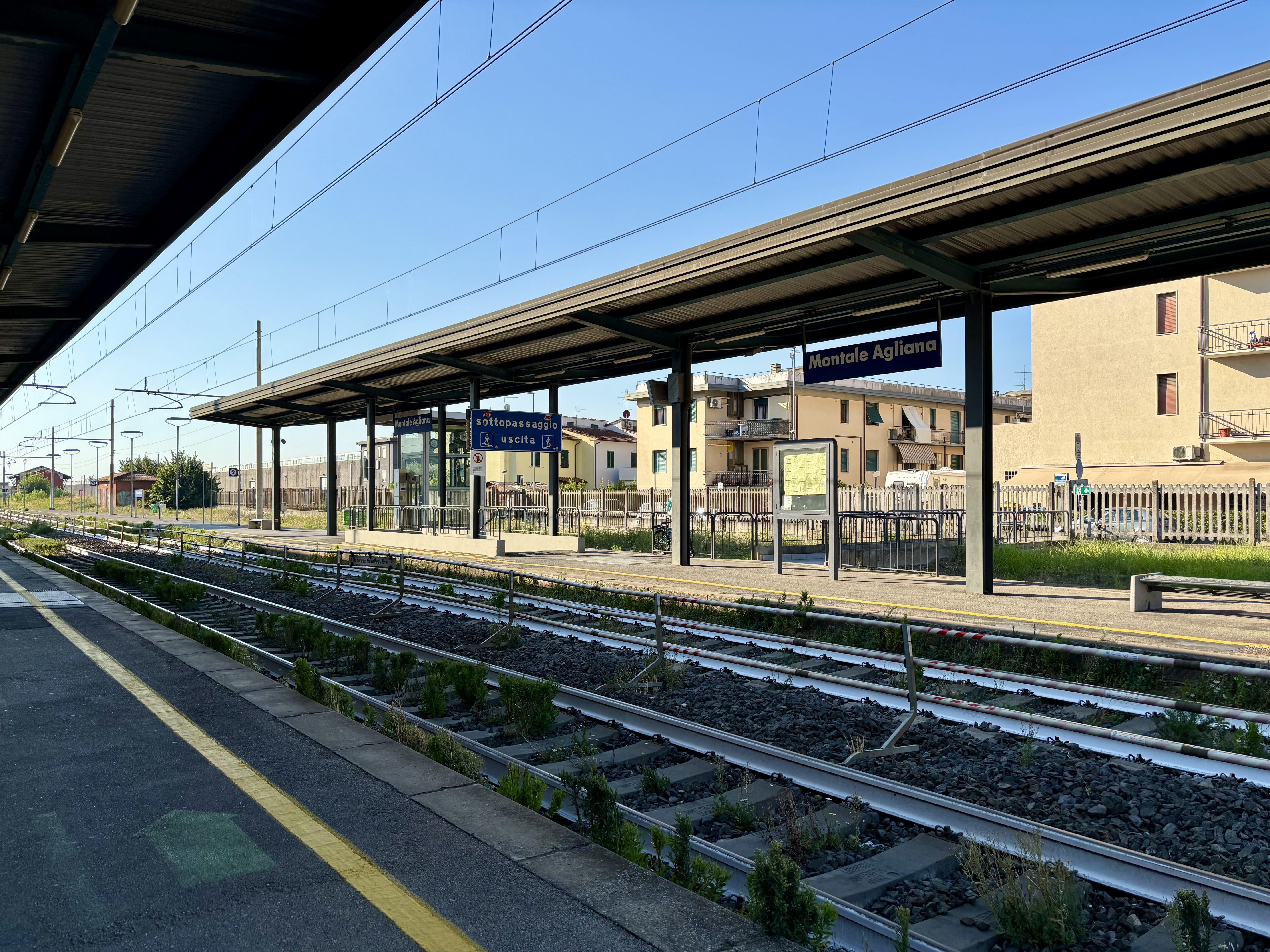
Dettaglio pensilina sud